# Le Goûter (Metzinger)
Pour les articles homonymes, voir Le Goûter.
Le Goûter est un tableau peint par Jean Metzinger en 1911. Cette huile sur carton cubiste représente une femme nue cuillère en main devant une tasse de thé. Présentée au Salon d'Automne de 1911, où elle est immédiatement qualifiée de « Joconde du cubisme », elle est aujourd'hui conservée au Philadelphia Museum of Art.

## Expositions
- Salon d'Automne de 1911, Grand Palais, Paris, 1911.